# Полосатохвостый афиосемион
Полосатохвостый афиосемион (лат. Aphyosemion caudofasciatum) — вид лучепёрых рыб из семейства нотобранхиевых (Nothobranchiidae) отряда карпозубообразных.

## Внешний вид
Длина самцов 4 см, самки обычно мельче. Спинка у самца коричневая, брюшко более светлое. Бока в отражённом свете — с синим переливом, более выраженным в области головы и жаберных крышек. На голове — три красные полоски, переходящие в четыре ряда точек, тянущихся вдоль корпуса. Спинной плавник жёлтый, с красной полоской у основания и красно-коричневой оторочкой по внешнему краю. На анальном плавнике расположены вертикальные полосы синего, красного и оранжевого цветов. Весьма своеобразна окраска хвостового плавника, которой рыбы и обязаны своим названием. Между лучами на жёлто-зелёном фоне проходят красные узкие линии; посередине плавника — широкий вертикальный коричнево-красный пояс; верх и низ плавника оторочен оранжевым кантом с коричневато-красным блеском. Грудные плавники прозрачные, со слабым синеватым отливом. Брюшные — у основания синие, ближе к краю — светло-оранжевые. Все непарные плавники немного удлинены. У старых самцов расцветка постепенно бледнеет и приближается к окраске самок.
Самка коричневая, с более тёмной спинкой и светлым брюшком. На боках — красновато-коричневые пятна. Плавники бесцветные.

## Распространение
Вид был впервые обнаружен в Конго, в ручьях влажного тропического леса в провинции Лекуму.